# Raión de Neftchala
Neftchala (en azerí: Neftçala) es uno de los cincuenta y nueve rayones en los que subdivide políticamente la República de Azerbaiyán. La capital es la ciudad de Neftchala.

## Territorio y Población
Comprende una superficie de 1451,7 kilómetros cuadrados, con una población de 75 500 personas y una densidad poblacional de 52 habitantes por kilómetro cuadrado.

## Economía
El distrito es productor y procesador de petróleo, tiene refinerías, y puede extraesrse sal marina. Además, hay grandes panaderías, lecherías y empresas de ingeniería. La pesca, el cultivo de algodón, hortalizas y frutas aporta significativamente en la economía.